# C'est un pays
Albums de Soldat Louis
Auprès de ma bande En vrai
C'est un pays, sorti en 1995, est la première compilation du groupe Soldat Louis, et leur quatrième album.

## Liste des titres
| 1.    | C'est un pays                                                      | Gary Wicknam                | 3:58 |
| 2.    | Du rhum, des femmes                                                | Gary Wicknam / Soldat Louis | 2:59 |
| 3.    | Tirer des caisses                                                  | Gary Wicknam / Soldat Louis | 4:03 |
| 4.    | Juste une gigue en do                                              | Gary Wicknam                | 3:19 |
| 5.    | Pavillon noir                                                      | Gary Wicknam                | 4:43 |
| 6.    | Survivre en ennemis                                                | Gary Wicknam                | 3:09 |
| 7.    | Martiniquaise                                                      | Gary Wicknam / Soldat Louis | 4:44 |
| 8.    | T'es mon secret                                                    | Gary Wicknam / Soldat Louis | 4:26 |
| 9.    | Bobby Sands                                                        | Gary Wicknam                | 4:31 |
| 10.   | Femmes de légende                                                  | Gary Wicknam                | 4:38 |
| 11.   | Anarshit                                                           | Gary Wicknam                | 3:41 |
| 12.   | Bohémiens                                                          | Gary Wicknam                | 3:42 |
| 13.   | Savannah (d'après À bord de l'Étoile Matutine de Pierre Mac Orlan) | Gary Wicknam                | 3:29 |
| 14.   | Frères du port                                                     | Gary Wicknam / Soldat Louis | 3:52 |
| 15.   | Sur ma tombe                                                       | Gary Wicknam                | 3:30 |
| 16.   | Encore un rhum                                                     | Gary Wicknam / Soldat Louis | 4:17 |
| 64:00 |                                                                    |                             |      |

## Sources
- Livret de l'édition CD de l'album